# Диденко, Зинаида Захаровна
Зинаида Захаровна Диденко (22 апреля 1938, Славянск — 2 февраля 2018, Новосибирск) — советская и российская оперная певица, народная артистка РСФСР (28 сентября 1979), профессор Новосибирской консерватории. Член КПСС с 1974 года.

## Биография
Родилась 22 апреля 1938 года в г. Славянске Донецкой области.
Окончила Горьковскую консерваторию (1965).
С 1965 по 1990 г. солистка Новосибирского государственного академического театра оперы и балета (лирико-драматическое сопрано). Также вела активную концертную деятельность.
Театральных роли — Купава («Снегурочка»), Ярославна («Князь Игорь»), Дездемона («Отелло»), Наташа («Русалка»), Донна Эльвира («Дон Жуан»), Манон («Манон Леско»), Тоска («Тоска»), Лиза («Пиковая дама»), Татьяна («Евгений Онегин») и многие другие.
Заслуженная артистка РСФСР (29.03.1973). Народная артистка РСФСР (28.09.1979).
С 1980 года — доцент, с 1990 года — профессор Новосибирской консерватории.
Награждена орденом Почёта (11.03.2006).
Умерла 2 февраля 2018 года. Похоронена на Заельцовском кладбище Новосибирска (квартал 103).